# High Fashion (canção)
"High Fashion" é uma canção da cantora americana Addison Rae. Foi lançada em 14 de fevereiro de 2025, pela Columbia Records, como o terceiro single do álbum de estreia de Rae, Addison. "High Fashion" recebeu elogios da crítica musical, com destaque para a produção da canção e para a força contínua dos lançamentos recentes de Rae.

## Recepção
Jason Lipshutz da Billboard disse que a música é "uma sequência digna" de "Diet Pepsi", observando que ela "parece cada vez mais confiante ao entregar as falas". A Rolling Stone disse que a faixa "continua a aquisição musical da rainha do TikTok que virou estrela pop", chamando-a de "outro sucesso atrevido”. Paper a nomeou "música da semana", comparando-a ao trabalho de Mount Kimbie e descrevendo-a como "hipnótica, eufórica e extremamente estranha, três coisas em falta ultimamente". Sydney Brasil do Exclaim comentou que Rae está "três por três com seus últimos singles" e que "High Fashion" é "uma faixa codificada como Confessions of a Shopaholic que recebe o mesmo tratamento sensual das músicas que você ouviria em uma mixagem de rádio FM antes do jogo em 2007".

## Charts
| Chart (2025)                   | Maior Posição |
| ------------------------------ | ------------- |
| Ireland (IRMA)                 | 73            |
| New Zealand Hot Singles (RMNZ) | 9             |
| Reino Unido (UK Singles Chart) | 69            |